# Itá Pytã Punta
Itá Pytã Punta es un barrio de la ciudad de Asunción, Paraguay, ubicado a orillas del río Paraguay. El barrio cuenta con un mirador que es una plaza sobre la punta de una piedra roja (cuyo nombre del barrio proviene de la misma) con vista directa al río Paraguay con una altura de unos 30 metros en donde se puede observar uno de los mejores atardeceres del país. 
Es uno de los barrios más densamente poblados de la ciudad, con una densidad de 11.419 habitantes por km² según el censo del 2002 de la DGEEC.

## Toponimia
Su nombre, del guaraní "Punta de la piedra roja", se debe a los desgastados murallones de piedra que se encuentran al costado del río.

## Historia
Este Barrio es mencionado por Felix de Azara como "Piedras de Santa Catalina", durante la guerra de la Triple Alianza, la zona era un lugar de defensa donde se instalaban las baterías y cañones para la defensa de la ciudad. Este barrio surgió a comienzos del siglo XXI, siendo como lugar característico el mirador de Ita Pyta Punta, que atrae a muchos turistas provenientes de diferentes lugares. El Arquitecto y escritor Jorge Rubiani menciona en su obra "Postales de Asunción y Antaño" a Ita Pyta Punta, junto con Zanja Soró en Sitios que no llegaron a barrios:

“No todos los barrios de Asunción tomaron sus nombres de los dueños de los territorios loteados, ni todos los lugares tradicionales de la ciudad llegaron a conformarse -oficialmente- en barrios. Aunque se merecían que perduraran en el registro oficial o, por lo menos, en la memoria de la comunidad que la había habitado, la nomenclatura de Asunción ya se había desvirtuado con otros procedimientos, distintos a la "naturaleza" de la ciudad. Estos parajes no fueron más que un conjunto de casas alrededor de alguna peculiaridad del terreno, o del uso que le diera la misma comunidad o por alguna instalación o industria enclavada a algún el lugar”.

“Entre los primeros casos podemos mencionar a la “Salamanca”, “Zanja Soró”, “Itá Pyta Punta”, “Ybycuiti .Entre los últimos se encontraban: “Estación San Miguel”, “Estación Botánico”, “Fábrica de fósforos”, “Belvedere”, “Cancha Sociedad”, “Varadero”, “Fábrica de Azul o Viñas Cué”
Jorge Rubiani

## Límites
El barrio tiene como limitantes a las calles Ruy Díaz de Guzmán, Francisco López, Gobernador Domingo M. de Irala, Cmte. Manuel Gamarra, Ramón de la Llanas, Guillermo Arias, Gobernador Domingo M. de Irala y el río Paraguay.
Sus límites son:
- Al noroeste: el río Paraguay.

- Al sur y este el barrio San Antonio.

- Al oeste el barrio Sajonia.

## Vías y Medios de Comunicación
Las principal vía de acceso a este barrio es la Avda. Carlos Antonio López. Otra opción para llegar al mirador es tomar la calle Azara derecho hasta su final, la misma cambia de nombre a Gral. Diaz y luego Dr. Garcete.

## Instituciones

### Educativas
- Facultad de Filosofía de la Universidad Nacional de Asunción
- Colegio Experimental Paraguay-Brasil
- Escuela del Molino Harineros del Paraguay
- Escuelita de Niños de Sociedad Yoga Ananda Marga
- Colegio Nacional Nanawa

### Deportivas
- Club Comandante Gamarra
- La CUR
- Se destaca en el barrio los tornes de la Liga Itá Pyta Punta de futbol que viene disputándose desde hace más de 50 años con un modelo de competencia bastante tradicional. Esta liga cuenta con 7  equipos que representan a distintos sectores del barrio que son Club Atlético Ytororó, Club Don Bosco, Club Molino, Club Boquerón, Club Acosta Ñu, Club Pescadores Unidos y Club 15 de Diciembre. Tiene categoría Primera que se disputan todos los domingos por la tarde y ejecutivo (mayores de 35 años) que se disputan los domingos por la tarde y en algún tiempo no lejano también los niños y jóvenes se sumaban a estos torneos en categorías menores.

## Clima
El clima de Itá Pytã Punta es más templado que otros barrios de Asunción, esto se debe a su ribera con el río Paraguay que atrae viento de otras direcciones, en especial viento sur.
Debido a su latitud posee clima Subtropical húmedo,como el resto de toda Asunción,dando un elevado crecimiento de la vegetación y de la fauna Ectotermica (Sangre fría).
| Temperatura   | Anual | Verano | Primavera | Otoño | Invierno | Hora      |
| ------------- | ----- | ------ | --------- | ----- | -------- | --------- |
| Máxima        | 36.5° | 32.8°  | 26.5°     | 24.4° | 21.0°    | 16:30     |
| Máxima        | 25.2° | 21.0°  | 16.6°     | 10.0° | 17.0°    | 14:30     |
| Máxima        | 16.7° | 17°    | 12°       | 9°    | 15°      | 13:50     |
| Mínima        | 9.0°  | 15°    | 9°        | 7°    | 5°       | 4:30      |
| Mínima        | 3.0°  | 12°    | 8.7°      | 8°    | 1°       | 2:40      |
| Mínima        | 0.0°  | 10°    | 5°        | 2°    | -1       | 7:30      |
| Precipitación | 950   | 750    | 450       | 400   | 120      | milímetro |

## Galería

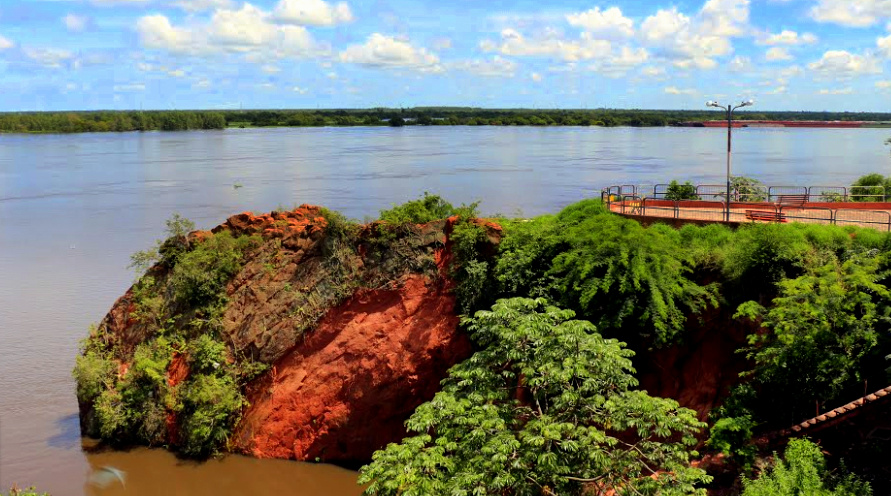
El Mirador es el lugar más conocido y emblemático del barrio
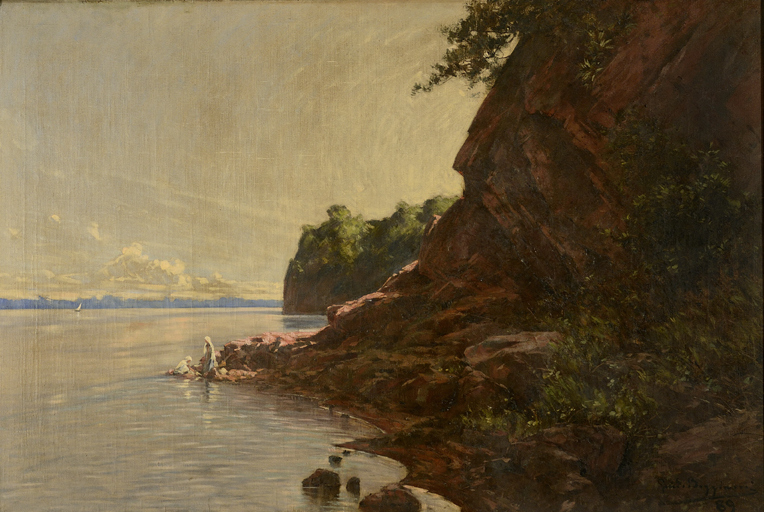
Pintura de Guido Boggiani reflejando a Ita Pyta Punta
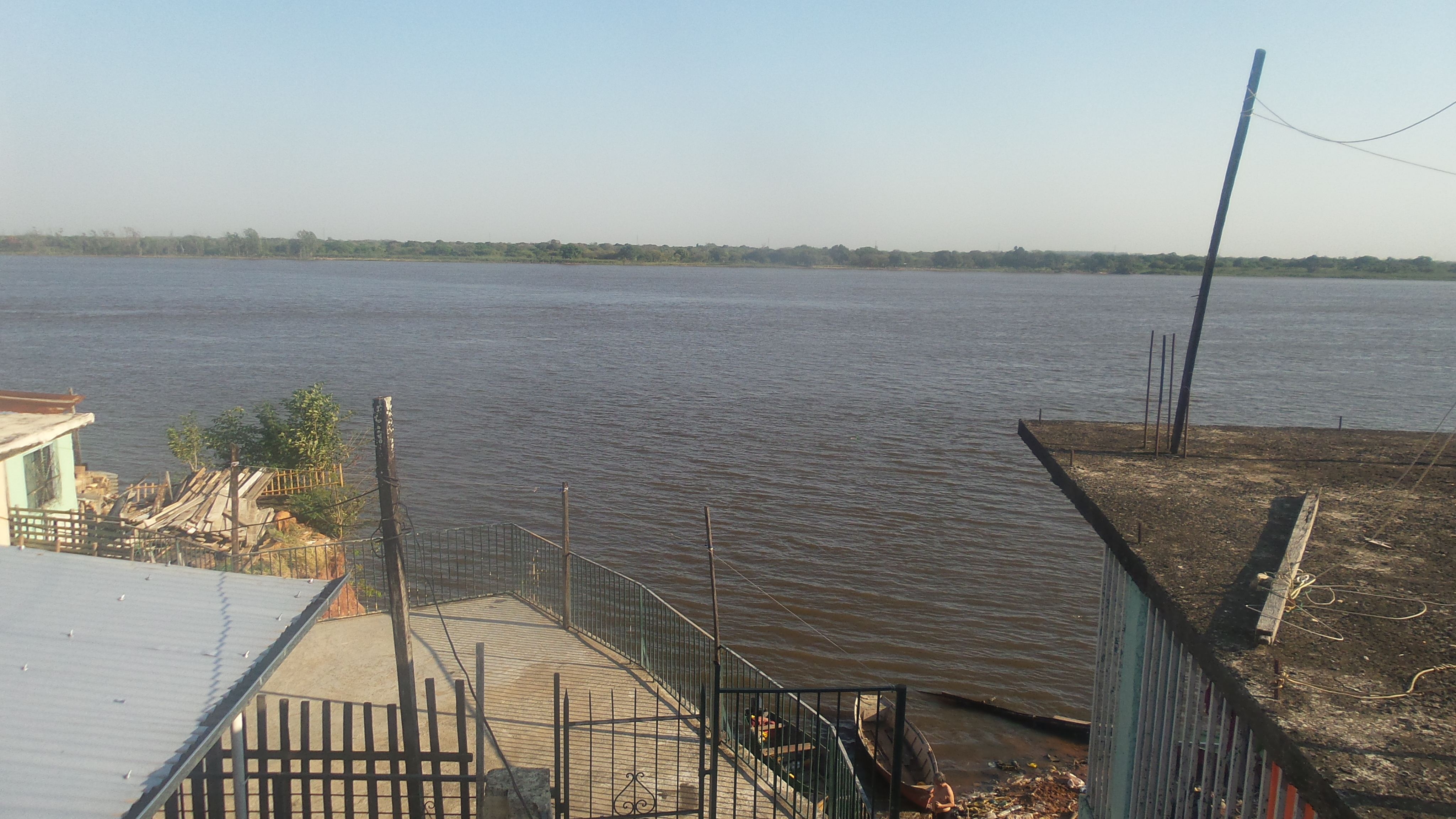
Vista del río Paraguay en el barrio Ita pyta punta

## Curiosidades
En una zona del barrio en medio del río paraguay existe una piedra que sobresale en periodos de sequía el cual es un islote formado por un volcán extinto, que junto con el casi extinto cerro Tacumbú y el cerro Lambaré conforman una línea recta entre sí.

## Personajes célebres
- Roberto "La Pantera" Cabañas- Renombrado jugador de fútbol; si bien es de la ciudad de Pilar, fue muy conocido y querido en el barrio en donde pasó sus últimos días.
- María Estela "Ñata" Legal- Pareja del ex dictador Alfredo Stroessner.